# Fauve Bastiaenssen
Fauve Bastiaenssen (Lier, 22 ottobre 1997) è una ciclocrossista, ciclista su strada ed ex cestista belga che corre per l'AG Insurance-Soudal Team.

## Carriera
Dopo aver giocato a pallacanestro con il BBC Sint-Katelijne-Waver fino all'età di 21 anni, ha poi intrapreso una carriera nel ciclismo, sport di cui è sempre stata appassionata. Nel biennio 2023-2024 gareggia con il team Lotto Dstny Ladies, mentre dal 2025 è sotto contratto con il WorldTeam AG Insurance-Soudal.

## Piazzamenti

### Grandi Giri
- Tour de France

2024: 110ª
- Vuelta a España

2024: 101ª

### Competizioni continentali
- Campionati europei su strada

Drenthe 2023 - Staffetta mista: 7ª
Drenthe 2023 - In linea Elite: 36ª
- Campionati europei gravel

Oud-Heverlee 2023 - Elite: 47ª